# Healey Silverstone
La Healey Silverstone est une automobile deux places de type roadster, du constructeur britannique Donald Healey Motor Company. Elle a la rare particularité d'avoir les phares positionnés derrière la grille de la calandre, placés ainsi pour une meilleure aérodynamique. Elle a été conçue pour être à la fois une routière et une sportive. Elle est équipée d'un bloc Riley I-4 de 2,5 L développant 104 CV et d'une transmission manuelle.

## Production
La Silverstone était fabriquée dans l'usine de Healey à Warwick, en Angleterre. Parce que le roadster était entièrement montée à la main, l'usine n'en produisit que 105 exemplaires. Quand le gouvernement britannique doubla (de 33,33% à 66,66%) la taxe appliquée aux véhicules de luxe de plus de 1 000 livres sterling, le constructeur Healey réalisa le danger qui guettait ses ventes, ce qui le décida à lancer la fabrication d'un modèle sportif sous les 1 000 livres, ce qui donna la Healey Silverstone. Elle fut remplacée en 1950 par la Nash-Healey.

## Conception
Le dessin de la Silverstone est l'œuvre de Len Hodges. Il arrondit l'arrière de la voiture en le rétrécissant légèrement sur les côtés, et une ouverture y fut aménagée pour y loger la roue de secours qui, parce qu'il dépassait sensiblement de la carrosserie, joua tout naturellement le rôle de pare-chocs. L'espace dévolu aux bagages était très limité. Ce coupé 2 places à la forme fuselée ne pesait que 2 100 livres (soit environ 950 kg), ce qui convenait parfaitement à sa vocation sportive. L'habitacle de la Silverstone Type D de 1949 était assez étroit, et il était donc relativement inconfortable ; ce défaut fut corrigé sur la Type E de 1950, améliorant de plus son comportement routier.

## Palmarès sportif
La Silverstone participa à plusieurs compétitions et son palmarès comprend en particulier les Coupe des Alpes 1949, remportée par le duo Donald Healey et Ian Appleyard, et 1951, remportée par un autre duo, Edgar Wadsworth et Cyril Corbishley ; elle remporta également cette même année la classique Liège-Rome-Liège, avec aux commandes le duo Peter Riley et Bill Lamb. On peut aussi citer, toujours en cette même année, l'intéressante 6e place au général des courses de la Isle of Man Manx de 1951. La Silverstone pouvait atteindre une vitesse maximale de 177 km/h et elle accélérait de 0 à 100 km/h en 11 s, ce qui la plaçait à la hauteur de ses concurrentes.

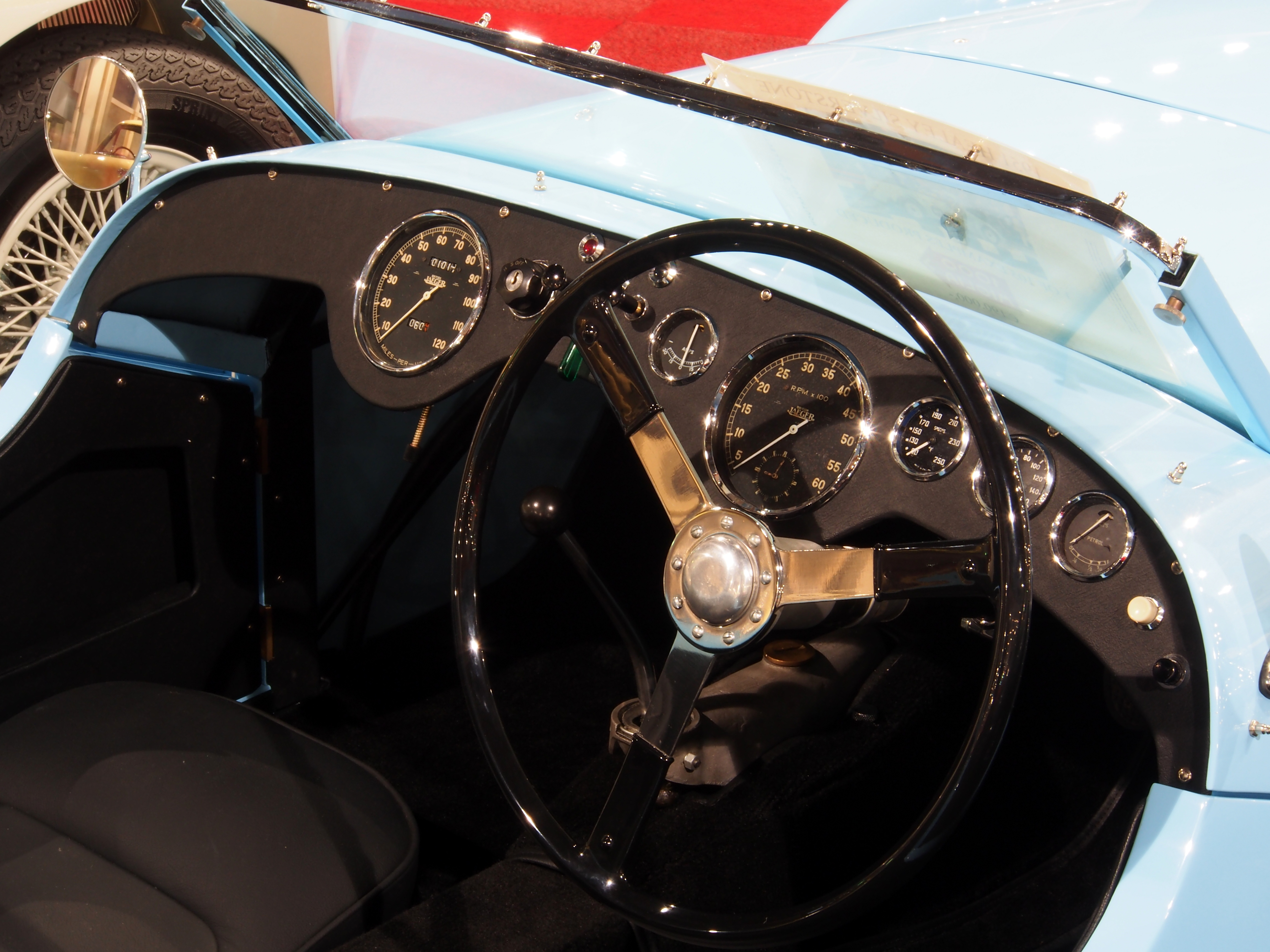
Intérieur d'une Silverstone 1951
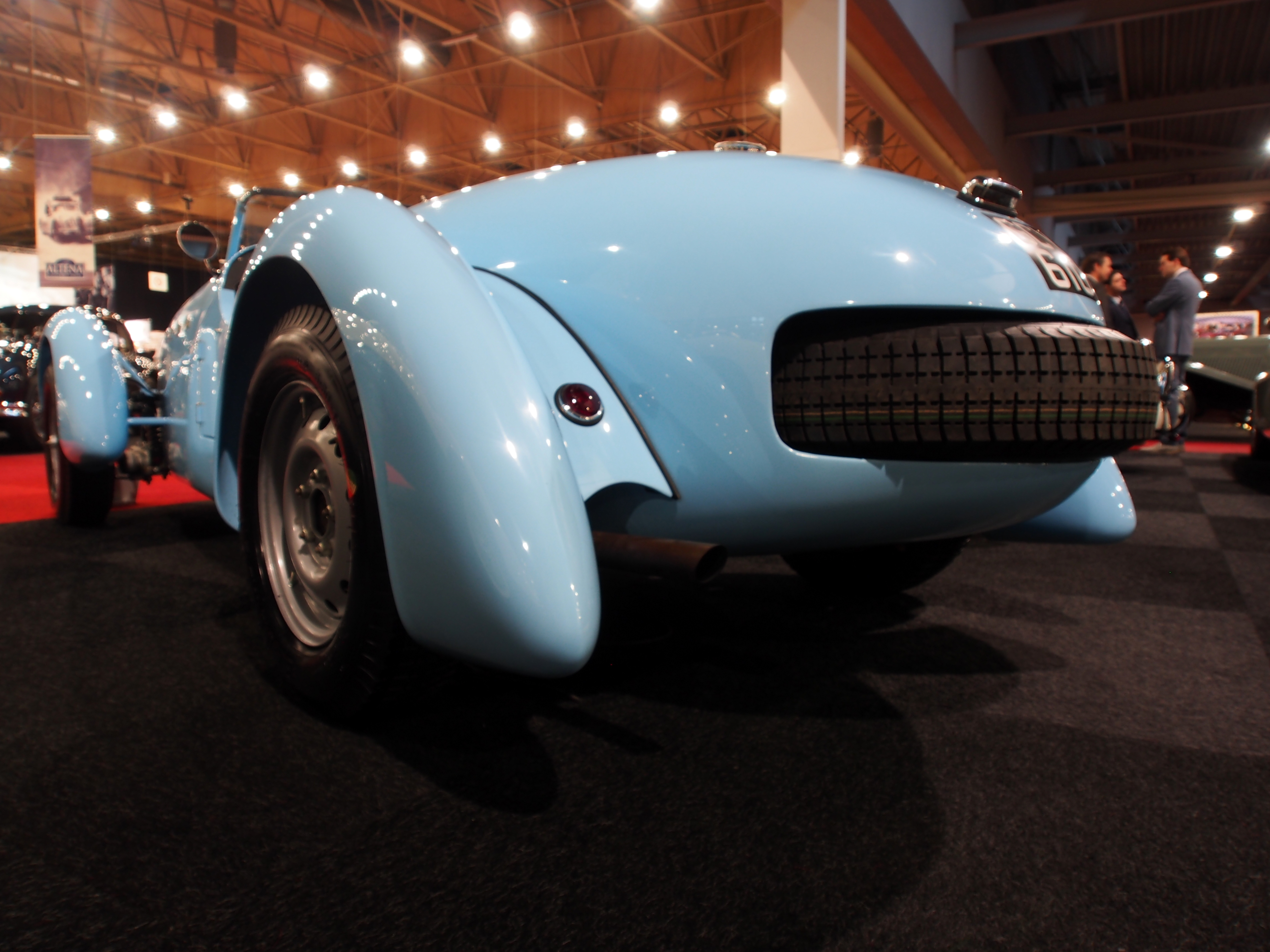
La roue de secours logée dans son étonnant emplacement